# Schloss Melans

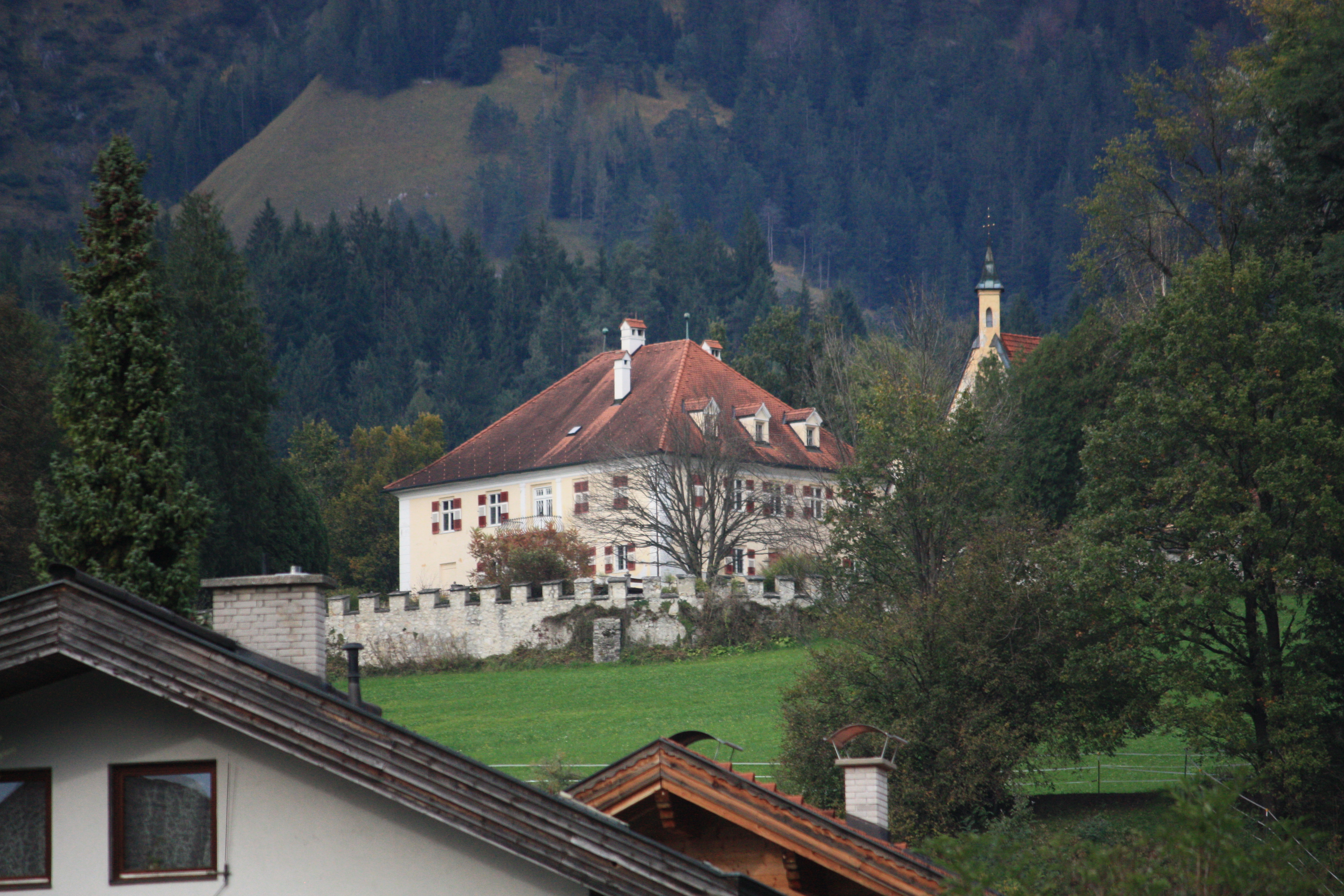
Ansitz Melans von Süden

Das Schloss Melans ist ein Ansitz in der Gemeinde Absam im Bezirk Innsbruck-Land in Tirol (Melans 1). Das ins Mittelalter zurückgehende Gebäude steht unter Denkmalschutz.

## Geschichte
Der Ansitz wird um 1300 als Lehen des Hochstiftes Augsburg erwähnt, 1315 werden hier Chunrad der Vegler und sein Bruder Eberlein, Söhne des Salzmairs Eberhardt Vegler, als Eigentümer genannt. Um 1400 gehörte Melans dem Lienhard Rutzenlacher. 1413 wurde der Ansitz durch bayrische Truppen zerstört, verkauft und wieder aufgebaut. Kurze Zeit (ab 1450) war er im Eigentum von Herzog Sigismund dem Münzreichen, der ihn dann um 1455 der Haller Familie Fieger pfandweise überließ; diese erbaute auch den Ansitz Neumelans in Südtirol und benannte ihn nach dem älteren Sitz. Zwischen 1535 und 1660 war das Schloss Eigentum der Zott von Perneg. 1537 erhielt Melans die niedere Gerichtsbarkeit über diese Region, diese wurde erst 1830 an das Landgericht Hall abgegeben. 1815 kam das Schloss in den Besitz von Felix Adam von Riccabona, seitdem ist es im Besitz der Familie Riccabona von Reichenfels.
Das Gebäude wurde 1689 durch ein Erdbeben zerstört und 1700 wieder aufgebaut, wesentliche Umbauten erfolgten im 19. Jahrhundert und zuletzt 1980.

## Beschreibung

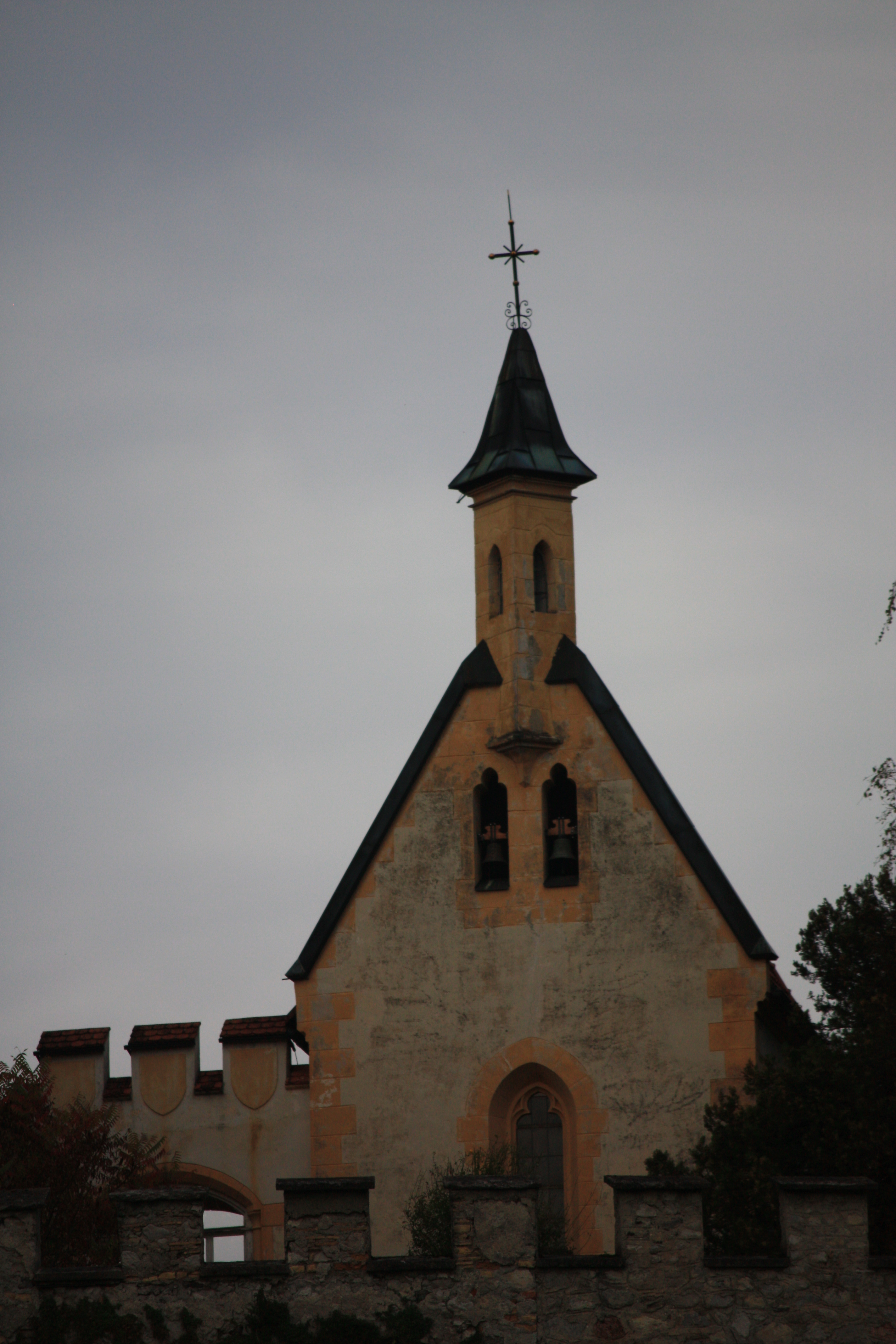
Kapelle

Die Anlage besteht aus dem Herrenhaus mit Kapelle im Westen, dem ehemaligen Wirtschaftsgebäude im Norden, einem Nebengebäude im Osten und der ehemaligen Orangerie im Süden, die einen annähernd quadratischen Innenhof einschließen. Die die Anlage teilweise umgebende niedrige Zinnenmauer stammt aus dem 19. Jahrhundert. 
Das Herrenhaus stammt im Kern aus dem Mittelalter und wurde um 1700 und 1890 umgebaut. Der zweigeschoßige Bau mit einem quadratischen Grundriss und je fünf Fensterachsen ist mit einem Walmdach gedeckt.
Die 1516 geweihte Kapelle musste nach den beiden Erdbeben von 1670 und 1689 neuerlich geweiht werden und wurde 1890 neugotisch umgestaltet. Die Kapelle trägt einen Giebelreiter und besitzt im Inneren ein Sterngratgewölbe. Das barocke Altargemälde stellt die Himmelfahrt Mariens dar. Im 19. Jahrhundert wurde an der Nordostseite ein zweigeschoßiger neugotischer Arkadengang angelegt, der unten von Pfeilern, oben von Säulen getragen und von einer Brüstung mit Maßwerkfries begrenzt wird.
Im 19. Jahrhundert wurden auch die mehrfach trassierten Gärten südlich und südwestlich des Ansitzes neu gestaltet. Im südlichen Gartenteil befindet sich ein Wegkreuz mit einem Springbrunnen. Er ist mit niedrigen Buchsbaumhecken gegliedert. Südwestlich liegt eine Aussichtsplattform, Bellevue genannt, aus der ersten Hälfte des 19. Jahrhunderts. Der östliche Gartenbereich wurde vor 1847 mit einem Wäldchen gestaltet. Zur Wiederherstellung des Schlosses durch Felix Riccabona wurde 1836 ein Gedenkstein errichtet.